# Alec Brader
Alec Brader (sinh ngày 6 tháng 10 năm 1942 – 27 tháng 10 năm 2024) là một cầu thủ bóng đá người Anh thi đấu ở vị trí tiền đạo tầm xa.